# NGC 218
NGC 218 (ook wel GC 5116, MCG +06-02-013, PGC 2493, UGC 440 of ZWG 519.17) is een spiraalvormig sterrenstelsel in het sterrenbeeld Andromeda. Het hemelobject werd in 1876 ontdekt door de Franse astronoom Édouard Jean-Marie Stephan.